# Los isleros
Los isleros és una pel·lícula argentina de 1951, dirigida per Lucas Demare, amb guió de Ernesto L. Castre sobre la novel·la homònima escrita per ell mateix. Va ser protagonitzada per Tita Merello, Arturo García Buhr, Roberto Fugazot i Graciela Lecube. Estrenada el 20 de març de 1951, al cinema Òpera de Buenos Aires. Va rebre vuit premis, entre ells dos considerant-la la millor pel·lícula de 1951. L'actuació de Tita Merello com La Carancha, és considerada com una de les interpretacions més destacades de la seva carrera, i una de les interpretacions femenines més importants de la història del cinema argentí.
Va ser filmada a San Pedro (Buenos Aires) i a les illes adjacents a aquesta ciutat. Posteriorment, Graciela Lecube va treballar al cinema i la televisió dels Estats Units, actuant en la telenovel·la One Life To Live i en l'episodi "Poison Ivy" (1990) de Law & Order, interpretant a Mrs. Rodríguez.
Va ser reconeguda com la setena millor pel·lícula del cinema argentí de tots els temps en l'enquesta realitzada pel Museo del Cine Pablo Ducrós Hicken en 1984, mentre que va ocupar el lloc 11 en l'edició de 2000 En una nova versió de l'enquesta organitzada en 2022 per les revistes especialitzades La vida útil, Taipei i La tierra quema, presentada al Festival Internacional de Cinema de Mar del Plata, la pel·lícula va aconseguir el lloc 49.

## Sinopsi
Los isleros és una història que tracta de la sacrificada i rudimentària vida de les persones que viuen a les illes del delta del Riu Paraná, en la dècada del 40, i en particular d'una parella, Rosalía, sobrenomenada "La Carancha" (Tita Merello) i el seu company Leandro (Arturo García Buhr). El seu fill porta a la casa a una dona (Graciela Lecube), que desencadena un conflicte degut a la gelosia que la jove desperta en "La Carancha". La pel·lícula mostra també el drama social de les inundacions del riu Paraná.

## Actors
- Tita Merello... Rosalía
- Arturo García Buhr... Leandro Lucena
- Roberto Fugazot... "El Golondrina"
- Graciela Lecube... Berta
- Enrique Fava... Germán "El Gringo" Koehler
- Alita Román... novia de Germán
- Luis Otero... "El Entrerriano"
- Salvador Fortuna... lanchero
- Matilde Rivera
- Aurelia Ferrer
- Orestes Soriani
- Cayetano Biondo... borratxo al ball
- Mecha López... Doña Manuela
- Max Citelli
- Lucas Demare
- José Cañizares
- Mario Passano... Toño

## Premis
- Premis Cóndor de Plata (1952): Millor pel·lícula, millor director, millor adaptació, millor actriu principal (Tita Merello)
- Academia de Artes y Ciencias Cinematográficas de la Argentina: millor film, millor director, millor guió, millor actriu principal (Tita Merello)

## Comentari
Fernando Martín Peña va escriure:
| « | «El novel·lista Ernesto Castro hi havia descrit la vida d'aquests homes en una forta novel·la de 1944 i en ella va trobar Lucas Demare el millor material possible per a posar en joc les seves principals qualitats com a cineasta: la fluïdesa narrativa, la força de la imatge pura, la solvència per a bregar amb rodatges difícils. L'adaptació, realitzada en col·laboració amb l'autor, és literal en la descripció bàsica de caràcters i en la majoria dels diàlegs. La principal modificació...és una reorganització cronològica del material que elimina els salts temporals de la novel·la. En aquest nou ordre del relat, la saga...es torna necessàriament episòdica, però Demare la fa funcionar utilitzant expressivament el paisatge i donant suport a la major part de l'acció en les interpretacions descomunals d'Arturo García Buhr i Tita Merello, que va revelar en aquest film tota la seva vibració dramàtica. Alguns desequilibris del film es comprenen millor amb la lectura de la novel·la. El feliç retrobament de dos personatges al final, per exemple, sembla una concessió comercial però està en el llibre i obeeix a una subtrama europea per la qual el film, raonablement, es desinteressa. Al marge d'aquestes objeccions menors, Els isleros va ser un èxit comercial i un clàssic instantani del cinema argentí, proesa que Demare ja havia aconseguit amb La guerra gaucha el 1942.» | » |

## Pèrdua i reconstrucció de la còpia
Els negatius originals del film es van perdre, però es va utilitzar una còpia incompleta en 35mm. que integrava la col·lecció Turner, donada al INCAA en 2012 per a fer un nou internegatiu. El tram que faltava es va obtenir per ampliació d'una còpia en 16mm., de la mateixa col·lecció.